# Szandra Pergel
Szandra Pergel (* 24. Dezember 1988 in Budapest) ist eine ungarische Tischtennisspielerin.

## Werdegang
Erste internationale Auftritte hatte Pergel im Jahr 2002, in dem sie an der Jugend-EM in Moskau teilnahm. Dort gewann sie im Doppel zusammen mit Gabriele Feher Bronze. Ein Jahr später wurde sie Dritte im Einzel. Wegen guter Leistungen durfte die Ungarin 2004 bei den Jugend-Weltmeisterschaften mitspielen. Hier kam sie jedoch nicht in die Nähe von Medaillenrängen. Noch im selben Jahr holte sie jeweils Silber im Doppel und mit der Mannschaft bei den JEM.
Auf Profiebene kam Pergel erstmals im Jahr 2007 zum Einsatz und nahm an der Europameisterschaft teil; hier schied sie jedoch im Einzel, Doppel und Mixed bereits in der zweiten Runde aus. Bei der Weltmeisterschaft in Zagreb kam die Linkshänderin im Doppel ins Achtelfinale, im Einzel schied sie in der Runde der letzten 128 gegen Tetjana Bilenko aus. Am erfolgreichsten war sie auf Pro-Tour-Turnieren; so gewann sie zum Beispiel die Croatia- und Belgium Open im Jahr 2012.

## Material
- Holz: Jun Mizutani ZLC
- Vorhand: Tenergy 05
- Rückhand: Tenergy 05[1]

## Turnierergebnisse
| Verband | Veranstaltung            | Jahr | Ort       | Land | Einzel       | Doppel    | Mannschaft | Mixed     |
| ------- | ------------------------ | ---- | --------- | ---- | ------------ | --------- | ---------- | --------- |
| HUN     | Jugend-TOP 10            | 2006 | Podgorica | HUN  | Platz 8      |           |            |           |
| HUN     | Jugend-Weltmeisterschaft | 2004 | Kobe      | JPN  | letzte 32    | letzte 32 | letzte 32  |           |
| HUN     | Jugend-Weltmeisterschaft | 2005 | Linz      | AUT  | letzte 32    | letzte 32 | Silber     |           |
| HUN     | Jugend-Weltmeisterschaft | 2006 | Kairo     | EGY  | letzte 32    | letzte 16 | Bronze     | letzte 32 |
| HUN     | Pro Tour                 | 2012 | Antwerpen | BEL  | Gold         |           |            |           |
| HUN     | Pro Tour                 | 2012 | Zagreb    | CRO  | Gold         |           |            |           |
| HUN     | World Tour Grand Finals  | 2016 | Doha      | QAT  | keine Teiln. | letzte 16 |            |           |
| HUN     | Europaspiele             | 2015 | Baku      | AZE  | Runde 48     |           | 4. Platz   | letzte 16 |
| HUN     | Europaspiele             | 2019 | Minsk     | BLR  | keine Teiln. |           | 9. Platz   |           |